# Esek Hopkins
Pour les articles homonymes, voir Hopkins.
Esek Hopkins, né le 26 avril 1718 à Scituate (Rhode Island) et mort le 26 février 1802, est un capitaine de la marine marchande et corsaire américain. Il est le commandant en chef de la Continental Navy durant la Révolution américaine.

## Biographie
Esek Hopkins est né le 26 avril 1718 à Scituate (Rhode Island) de William Hopkins et Ruth Hopkins (née Wikinson). Il est le frère de Stephen Hopkins, Gouverneur du Rhode Island et signataire de la Déclaration d'indépendance des États-Unis. Nommé brigadier général aux commandes de toutes les forces militaires du Rhode Island le 4 octobre 1775, il renforce immédiatement la défense de la colonie avec l'aide de son député William West. Peu de temps après, le 22 décembre 1775, il est nommé commandant en chef de la Continental Navy par le Congrès continental pour protéger le commerce américain. Il est également un membre fondateur de la Société des Cincinnati.
En septembre 1764, alors qu'il exerce les métiers de corsaire et marchand, Hopkins prend les commandes du bateau d'esclaves The Sally appartenant à Nicholas Brown and Company. Hopkins n'avait aucune connaissance du commerce d'esclaves, et les 15 mois de voyage se transformèrent en désastre : 109 des 196 esclaves moururent après avoir été acquis. À la fin de l'année 1765, la Sally arrive à sa première escale dans les Indes occidentales mais les survivants étaient en si mauvaise santé que la plupart furent vendus à très bas prix. L'échec de Hopkins aux commandes du Sally contribua à la reconsidération de la participation de Nicholas Brown and Company dans le commerce d'esclaves du Rhode Island au XVIIIe siècle.
Le 5 janvier 1776, le Congrès donne à Hopkins une seconde mission : « Vous êtes chargé de poursuivre ladite flotte à la mer et, si les vents et le temps l'admettent, d'avancer directement vers la Baie de Chesapeake en Virginie. Quand vous serez presque arrivé là, vous enverrez un petit navire en expédition afin de rapporter des informations… Si vous constatez que les ennemis ne sont pas considérablement supérieurs à vous, vous devez pénétrer dans la baie, trouver et attaquer, puis prendre ou détruire toutes les forces navales de vos ennemis que vous trouverez. Si vous êtes chanceux et que vous parvenez avec succès à accomplir cette tâche en Virginie, vous irez immédiatement au sud pour vous rendre maître des forces que l'ennemi peut avoir en Caroline du Nord et du Sud. Si malgré ces ordres particuliers, que l'on espère vous voir accomplir, il y a des vents contraires, ou un temps orageux, ou n'importe quel imprévu ou désastre, ne faites rien. Vous devez dans ce cas suivre la route que votre jugement vous suggèrera de plus utile pour la cause américaine et qui pourrez affliger l'ennemi avec tous ce qui est en votre pouvoir. »

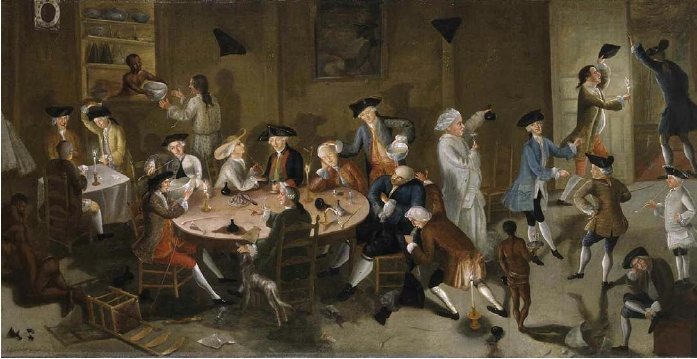
Esek Hopkins et d'autres marchands du Rhode Island dans Sea Captains Carousing in Surinam de John Greenwood (1727–1792), 1755

Hopkins prend le commandement de huit petits navires marchands qu'il avait échangés contre des man'o'war à Philadelphie. Hopkins navigue vers le sud le 17 février 1776 pour une première expédition qui a pris la flotte à Nassau dans les Bahamas. La bataille de Nassau, un assaut sur la colonie britannique le 3 mars 1776 a également été le premier débarquement des États-Unis dans « une course hardie, digne des plus anciens et des plus expérimentés », capturant des munitions qui manquaient désespérément aux États-Unis lors de la guerre d'indépendance. La petite flotte retourne à New London le 8 avril 1776, après avoir pris deux navires marchands britanniques et un schooner, mais échoue lors de la capture du HMS Glasgow le 6 avril. John Hancock, président du Congrès continental, écrit à Hopkins : « J'ai pris congé pour vous féliciter de votre victoire dans l'expédition. Votre esprit et le courage montré par les hommes nous procurent [au Congrès] la plus grande satisfaction. »
Toutefois, le 12 août 1776, Hopkins est blâmé par le Congrès. L'humiliation et une réputation détruite ont suivi le blâme. De nombreuses sources affirment qu'il aurait été préférable que Hopkins ait été relevé de son commandement après le blâme, plutôt que de reprendre son commandement avec le déshonneur et le respect perdu de ses officiers.
La petite flotte de Hopkins s'est retrouvée bloquée dans la Baie de Narragansett par une force navale britannique supérieure pour le reste du mandat de Hopkins en tant que commandant en chef de la Marine Continentale. Au fil du temps, son caractère et ses capacités sont de plus en plus discutés. Hopkins ignore la deuxième série d'ordres du Congrès, lui enjoignant de débarrasser Baie de Chesapeake des croiseurs britanniques plutôt que d'effectuer des raids sur New Providence. Cette situation est aggravée par les allégations d'inaction, comme l'échec de la capture du HMS Glasgow lors du voyage retour de Nassau. En raison de la débâcle continue, Hopkins est définitivement relevé de son commandement le 2 janvier 1778.
Il continue à servir l'assemblée générale du Rhode Island jusqu'en 1786, où il se retire dans sa ferme où il meurt le 26 février 1802. Sa maison, la Esek Hopkins House, est inscrite au Registre national des lieux historiques.
Esek Hopkins était le frère de Stephen Hopkins. Sa sœur, Susanna Hopkins, se maria à Jonathan Maxcy, un pasteur baptiste et second président de l'Université Brown.

### Source et bibliographie
- (en) Cet article est partiellement ou en totalité issu de l’article de Wikipédia en anglais intitulé « Esek Hopkins » (voir la liste des auteurs).